# Jannes Horn
Jannes-Kilian Horn (ur. 6 lutego 1997 w Brunszwiku) – niemiecki piłkarz grający na pozycji obrońcy w niemieckim klubie Hannover 96 (wypożyczony z 1. FC Köln).

## Życiorys
W czasach juniorskich trenował w Rot-Weiß Braunschweig oraz w VfL Wolfsburg. W 2016 dołączył do seniorskiej kadry tego ostatniego. W rozgrywkach Bundesligi zadebiutował 17 września 2016 w zremisowanym 0:0 meczu z TSG 1899 Hoffenheim.
1 lipca 2017 został piłkarzem 1. FC Köln. Kwota transferu wyniosła około 7 milionów euro. 15 sierpnia 2019 został wypożyczony do niemieckiego klubu Hannover 96, umowa do 30 czerwca 2020.